# Joy Mogensen

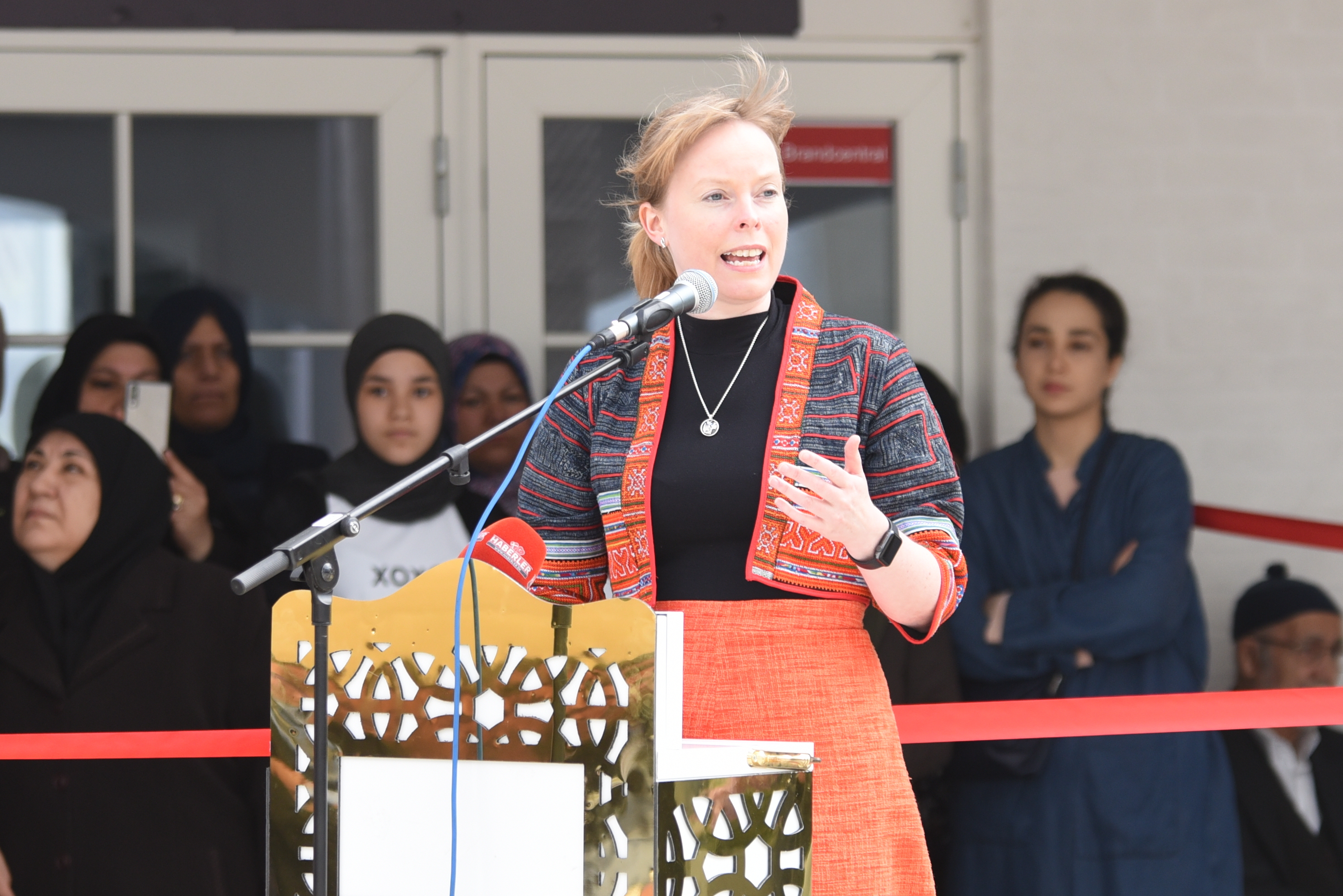
Joy Mogensen, 2018

Joy Mogensen (* 11. August 1980 in Toronto in Kanada) ist eine dänische Politikerin der Socialdemokraterne. Von 2011 bis 2019 war sie die Bürgermeisterin von Roskilde. Von Juni 2019 bis August 2021 war sie die Kirchen- und Kulturministerin Dänemarks.

## Leben
Mogensen wurde in Toronto geboren, wo ihr Vater für eine dänische Firma arbeitete. Nach der Scheidung ihrer Eltern wuchs sie bei ihrer Mutter in Benløse nahe Ringsted auf. Sie hat einen Bachelorabschluss von der Universität Roskilde.

### Bürgermeisterin von Roskilde
Im Jahr 2005 zog sie erstmals in den Stadtrat von Roskilde ein. Sie wurde sogleich zur Fraktionsvorsitzenden der Sozialdemokraten und zur Vizebürgermeisterin der Stadt gewählt. 2011 übernahm sie nach dem Rücktritt ihres Parteikollegen Poul Lindor Nielsen während der laufenden Legislaturperiode das Amt der ersten Bürgermeisterin.

### Ernennung zur Ministerin
Am 27. Juni 2019 wurde Mogensen zur Ministerin für Kirchen und Kultur in der Regierung Frederiksen I ernannt und sie gab den Posten als Bürgermeisterin ab. Beim Zeitpunkt ihrer Ernennung war sie durch künstliche Befruchtung schwanger und in Interviews davor gab sie an, dass sie alleinerziehende Mutter sein werde. Aus diesem Grund wurde der Schritt von manchen Beobachtern kritisiert, da es laut ihnen fraglich sei, ob Mogensen in der Lage sein werde, ihren Verpflichtungen nachzukommen. Andere hingegen begrüßten die Besetzung des Postens und befanden, dass Mogensen somit als Vorbild für andere Alleinerziehende dienen kann. Mogensens Tochter kam tot zur Welt. In der Trauerphase übernahmen Entwicklungsminister Rasmus Prehn und Verkehrsminister Benny Engelbrecht ihre Aufgaben.

### Kritik an Vorgehen in der COVID-19-Pandemie
Mogensen erhielt für ihr Vorgehen während der COVID-19-Pandemie Kritik. Lange Zeit wies sie darauf hin, dass die Kulturbetriebe finanzielle Hilfen über den gleichen Weg erhalten sollen, wie andere Betriebe auch. Zenia Stampe, die kulturpolitische Sprecherin der der linksliberalen Partei Radikale Venstre, erklärte, kein Vertrauen dafür zu haben, dass Mogensen ein funktionierendes Kulturleben sichern könnte. Die Radikale Venstre, eine die Minderheitsregierung Frederiksen stützende Partei, kündigte deshalb an, mit Venstre, Dansk Folkeparti, der Enhedslisten, Det Konservative Folkeparti, Socialistisk Folkeparti und dem fraktionslosen Politiker Uffe Elbæk zusammenzuarbeiten, um Mogensen von der Verhandlungen für das Hilfspaket abzuziehen. Stattdessen sollte entweder das Finanz- oder das Erwerbsministerium zuständig werden.
Im August 2021 kündigte sie ihren Abschied aus der Politik an. Ihre Parteikollegin Ane Halsboe-Jørgensen übernahm am 16. August 2021 ihren Posten als Kirchen- und Kulturministerin.